# دورنیه دو ۲۲
دورنیه دو ۲۲ (به آلمانی: Dornier Do 22) یک هواگرد آب‌نشین تک‌باله تک‌موتوره ساخت شرکت دورنیه در آلمان بود. این هواگرد برای صادرات خارجی طراحی و به کشورهای چون فنلاند، یونان و یوگسلاوی فروخته شد.

## طراحی
شرکت تابعه دورنیه در سوئیس مستقر در آلتنهایم دو ۲۲ را سال ۱۹۳۴ به عنوان هواگرد آب‌نشین اژدرافکن و شناسایی طراحی و دو پیش‌نمونه از آن تولید کرد. این هواگرد مورد خواست لوفت‌وافه قرار نگرفت و تولیدات تنها برای صادرات بودند. لاتویا، یونان و یوگسلاوی آن را خریداری کردند. در جریان تهاجم آلمان به یوگسلاوی در ماه آوریل سال ۱۹۴۱، چهار فروند از این هواگردها به مصر گریختند و در دست متفقین به عملیات در مدیترانه پرداختند. گونه خشکی‌پایه دو ۲۲ نیز طراحی شد.

## مشخصات فنی
دو ۲۲:
مشخصات عمومی
- خدمه: ۳ نفر
- طول: ۱۹٫۳۸ متر
- طول بال: ۱۳٫۱۲ متر
- ارتفاع: ۴٫۸ متر
- وزن بارگذاری‌شده: ۴٬۰۰۰ کیلوگرم
- نیرومحرکه: ۱ × موتور خطی ایسپانو-سوئیزا ۱۲ایگرگ‌ب‌اِراِس: ۸۶۰ اسب بخار

عملکرد
- حداکثر سرعت: ۳۵۰ کیلومتر بر ساعت در ۳٬۰۰۰ متری
- سقف پرواز: ۹٬۰۰۰ متر
- برد: ۲٬۳۰۰ کیلومتر

تسلیحات
- ۴ × مسلسل ۷٫۹ میلی‌متری
- ۱ × اژدر یا به همان وزن بمب